# Tilly at the Seaside
Tilly at the Seaside è un cortometraggio muto del 1911 scritto e diretto da Lewin Fitzhamon.

## Trama
Andandosene in giro in barca a remi tra pescatori e diportisti, Tilly e Sally provocano una marea di guai.

## Produzione
Il film fu prodotto dalla Hepworth.

## Distribuzione
Distribuito dalla Hepworth, il film - un cortometraggio di 144,78 metri - uscì nelle sale cinematografiche britanniche nel maggio 1911.
Si conoscono pochi dati del film che, prodotto dalla Hepworth, fu distrutto nel 1924 dallo stesso produttore, Cecil M. Hepworth. Fallito, in gravissime difficoltà finanziarie, il produttore pensò in questo modo di poter almeno recuperare il nitrato d'argento della pellicola.